# Crypturellus
Crypturellus là một chi chim trong họ Tinamidae.

## Hình ảnh

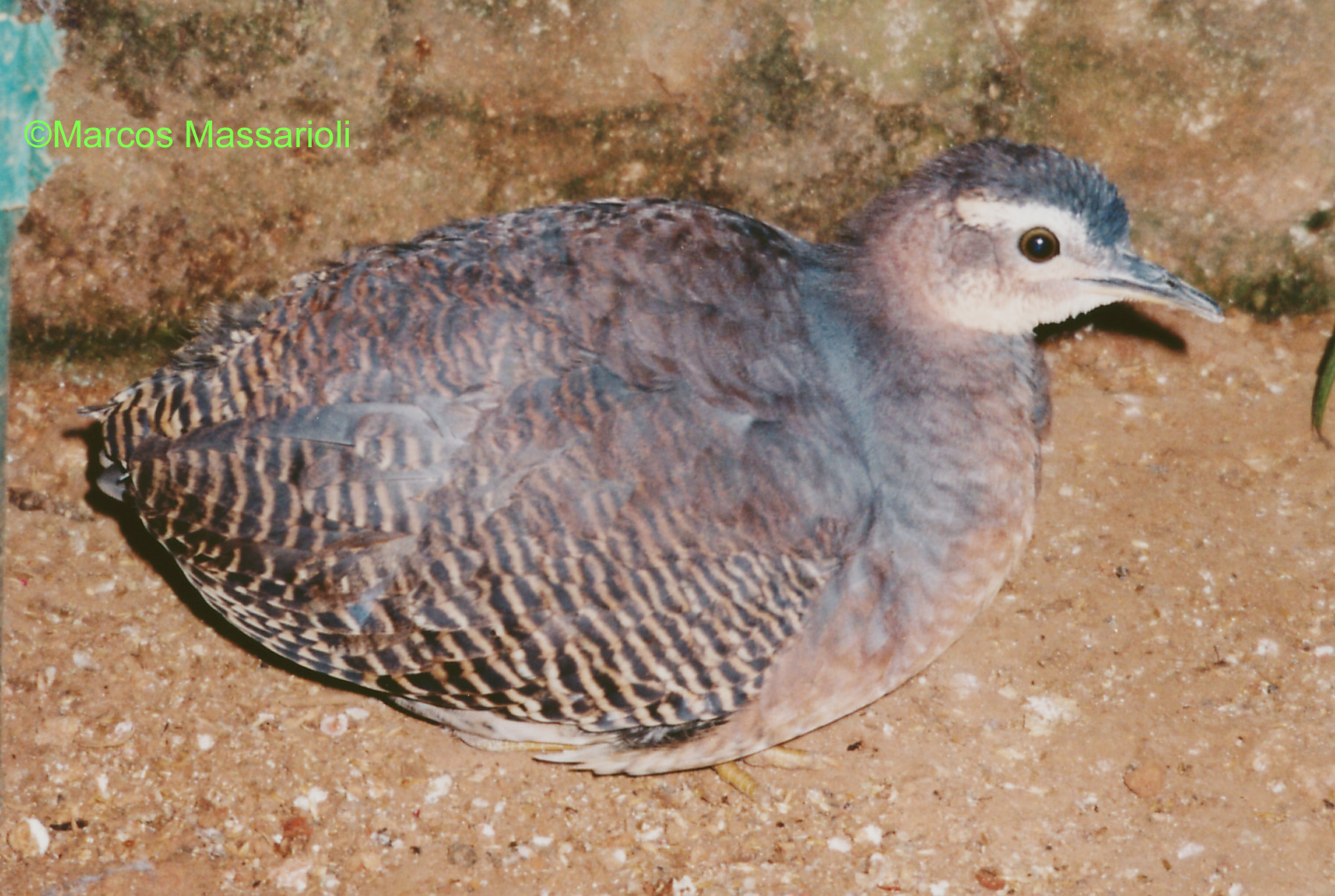
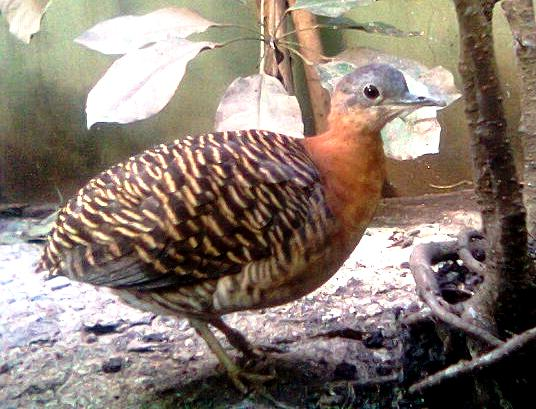
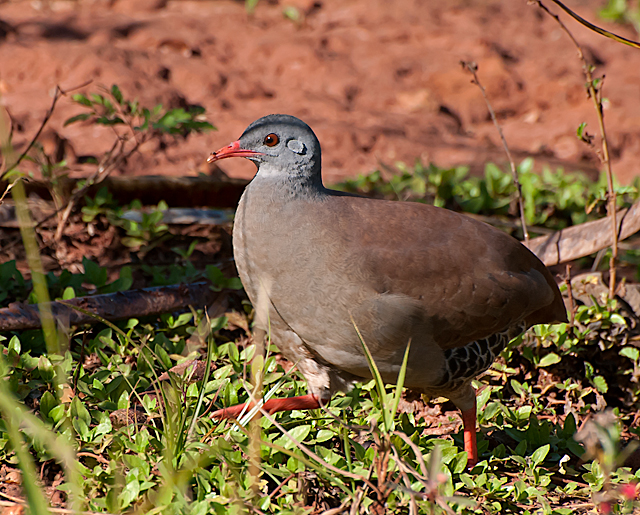